# Ingrid Syrstad Engen
Ingrid Syrstad Engen (født 29. april 1998 i Melhus) er en norsk fodboldspiller, som spiller for franske OL Lyonnes i Première Ligue og Norges kvindefodboldlandshold.

## Landsholdkarriere
Engen har landskampe for U16, U17, U19, U23 og det norske A-landshold.
Hun spillede sin første A-landskamp i februar 2018, da Norge tabte 3-4 til Australien i Algarve Cup 2018. To dage senere scorede hun sit første mål for A-landsholdet, da hun scorede mod Kina i samme turnering. Hun udmærkede sig hurtigt på A-landsholdet og landstræner Martin Sjögren udtalte, at hun allerede var en spiller af international klasse efter sine første samlinger.
Hun scorede i kvalifikationen til VM 2019, i en kamp mod Holland, og bidrog dermed til at Norge vandt Gruppe 3 og blev direkte kvalificeret til VM. Hun var i den norske trup til VM i Frankrig 2019, og scorede et af målene i straffesparkskonkurrencen mod Australien i 16-delsfinalen, der gjorde, at Norge gik videre. Norge tabte derimod kvartfinalen mod England. Hun var med til at vinde Algarve Cup 2019, efter at have vundet 3-0 over Polen i finalen.
Engen var udtaget til den norske trup til EM i England 2022.

## Bedrifter

### Med LSK Kvinner
- Topserien: 2018, 2019
- Norgesmesterskapet: 2018

### Med Wolfsburg
- Frauen-Bundesliga: 2019–20
- DFB-Pokal: 2019–20; 2020–21

### Med Barcelona
- Primera División: 2021–22, 2022–23
- Supercopa de España Femenina: 2021–22
- Mesterligaen i fodbold for kvinder: 2022/23

### Med Norge
- Algarve Cup: 2019

## Eksterne referencer
NFF Statistik